# Lasiochalcidia rubripes
Lasiochalcidia rubripes is een vliesvleugelig insect uit de familie bronswespen (Chalcididae). De wetenschappelijke naam is voor het eerst geldig gepubliceerd in 1899 door Kieffer.